# Tylophora lui
Tylophora lui är en oleanderväxtart som beskrevs av Y.H.Tseng och C.T.Chao. Tylophora lui ingår i släktet Tylophora och familjen oleanderväxter. Inga underarter finns listade i Catalogue of Life.